# پائولو جنتیلونی
پائولو جنتیلونی (انگلیسی: Paolo Gentiloni؛ زادهٔ ۲۲ نوامبر ۱۹۵۴) نخست‌وزیر ایتالیا است که پس از استعفای ماتئو رنتسی در پی برگزاری همه‌پرسی قانون اساسی، از سوی رئیس‌جمهور این کشور مأمور تشکیل دولت شد. او پیشتر در کابینه رنتسی، وزیر خارجه بود.